# 楊虔豪
楊虔豪（1990年5月23日—）是台灣的新聞工作者與專欄作家。

## 生平
出生於台灣台中市。最初在學生時期，以採訪脫北者與MBC電視台罷工等議題發跡。，自國立成功大學畢業後，於2013年起常駐大韓民國，以駐韓獨立記者與個人新聞品牌韓半島新聞平台，活躍於新聞界，為台灣與香港多家媒體製作南北韓的時事報導。
在中華民國與大韓民國於1992年斷交後，大部分台灣媒體的駐韓記者相繼撤離，目前主流媒體僅剩中央通訊社仍有駐點。在楊以獨立記者常駐南韓後，不少台灣媒體主管、政府人士與閱聽眾，時常以楊的文章，作為理解南北韓消息的參考來源。楊也不時為許多韓國與日本報章雜誌，撰寫有關台灣議題的採訪報導與專欄文章。

## 經歷
- 韓半島新聞平台 創辦人 （2013年~）
- 公視、轉角國際、報導者、端傳媒、鏡週刊 特約撰稿記者  （不定期）
- 想想論壇、天下獨立評論、鏡傳媒、上報、思想坦克 專欄作家
- 傳媒今日 專欄作家 （2015年7月13日~2015年12月27日）
- 韓民族21（朝鲜语：한겨레21） 專欄作家 「楊虔豪的台灣視線」（2017年9月21日~2018年5月1日）
- BBC中文網 駐韓特約記者 （2014年8月17日~2017年5月5日）
- TVBS 駐韓特約記者 （2017年~）

## 著作

### 譯作
- 《那天在那裡的人們》李嘉赫著，開學文化 ，2019年，ISBN 9789869715140

## 外部連結
- 韓半島新聞平台臉書專頁
- 楊虔豪 - 鏡週刊 Mirror Media （页面存档备份，存于）
- 楊虔豪 - 報導者 The Reporter （页面存档备份，存于）
- 楊虔豪| 轉角國際udn Global （页面存档备份，存于）
- 首爾想想| 楊虔豪| 想想論壇 （页面存档备份，存于）
- 楊虔豪 | Voicetank （页面存档备份，存于）
- 楊虔豪 | 東洋経済オンライン  （页面存档备份，存于）
- 양첸하오의 대만의 시선 |한겨레21  （页面存档备份，存于）